# Teología de la gracia gratuita

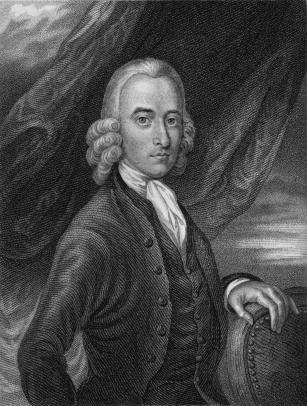
Retrato de Robert Sandeman.

La teología de la gracia gratuita es un punto de vista soteriológico cristiano que sostiene que la única condición de la salvación es la fe, excluyendo las buenas obras y la perseverancia, sosteniendo la seguridad eterna. Los defensores de la gracia gratuita creen que las buenas obras no son la condición para merecer (como los católicos), mantener (como los arminianos) o probar (como la mayoría de los calvinistas) la salvación, sino que son parte del discipulado y la base para recibir recompensas eternas Este punto de vista distingue entre salvación y discipulado: la llamada a creer en Cristo como Salvador y a recibir el don de la vida eterna, y la llamada a seguir a Cristo y a convertirse en un discípulo obediente, respectivamente.
Entre los defensores modernos prominentes de la teología de la gracia gratuita se encuentran: Zane Hodges, Charles Ryrie, Ken Wilson, Robert Wilkin y Joseph Dillow.